# Mnewis

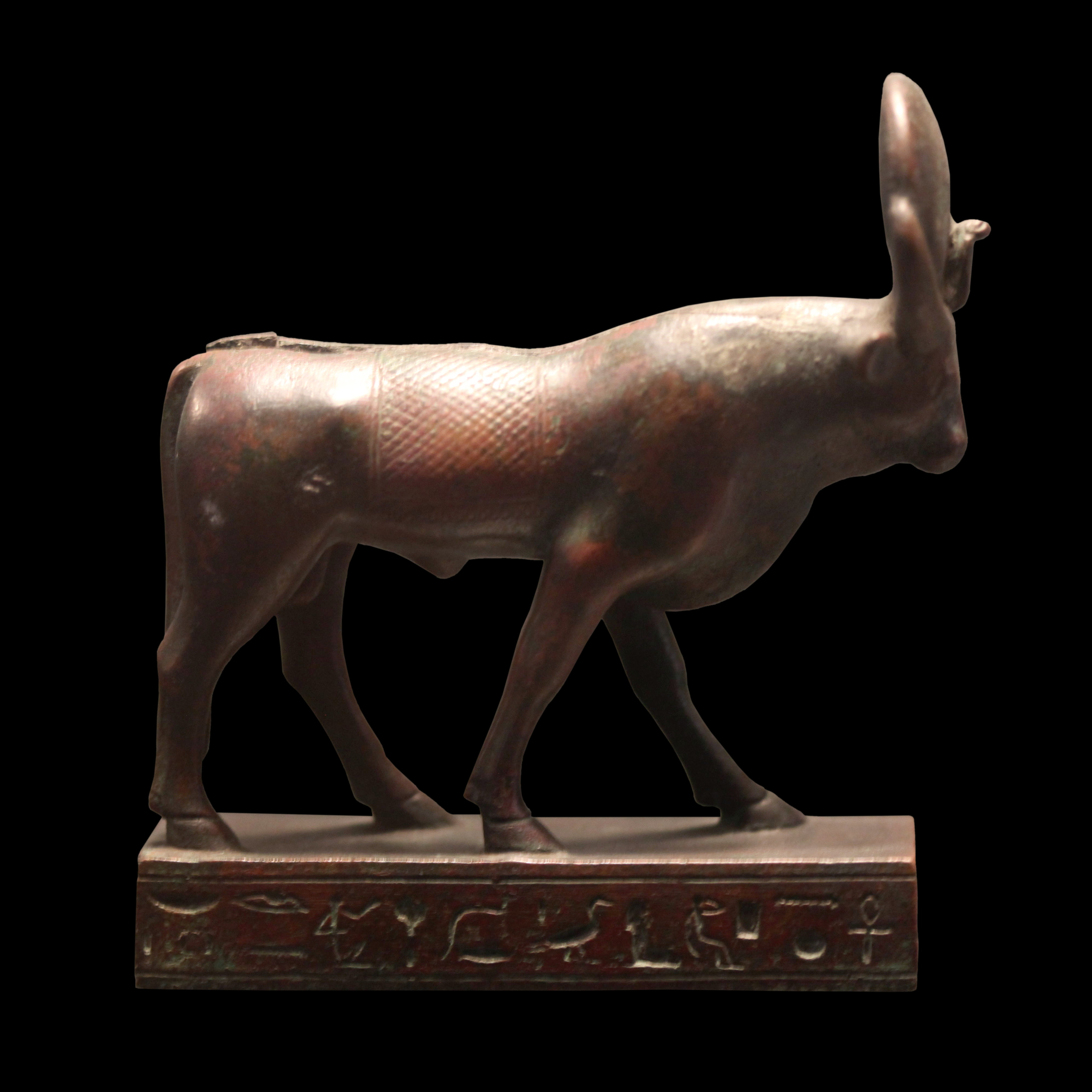
Statuetka Mnewisa, zbiory Luwru

Mnewis – byk, który w religii starożytnego Egiptu traktowany był jako ziemskie wcielenie boga Re. Centrum kultu stanowiła świątynia Re w Heliopolis w Dolnym Egipcie.
Zwierzę wybrane na Mnewisa musiało mieć jednobarwną, czarną sierść. W sztuce Mnewisa przedstawiano jako byka z umieszczoną między rogami tarczą słoneczną z ureuszem.
Cmentarz byków Mnewisów znajdował się w Heliopolis, gdzie poszczególne zwierzęta grzebano w sarkofagach w oddzielnych komorach. Inna nekropolia Mnewisów znana jest z Amarny, miasta założonego jako centrum kraju przez faraona Echnatona.